# Салаев, Эльдар Юнис оглы
Эльдар Юнис оглы Салаев (азерб. Eldar Yunis oğlu Salayev; 31 декабря 1933, Нахичевань — 20 июня 2022) — азербайджанский физик. Академик Национальной академии наук Азербайджана, Президент НАН Азербайджана (1983—1997; самый длительный срок президентства в Академии), доктор физико-математических наук, лауреат Государственной премии Азербайджанской ССР.

## Общие сведения
Эльдар Юнис оглы Салаев родился 31 декабря 1933 года в городе Нахичевани.
В 1970—1973 — Заместитель директора по научной работе в Институте физики АН АзССР.
В 1972 году получил звание лауреата Государственной премии Азербайджанской ССР.
В 1975 году получил учёную степень доктора физико-математических наук.
С 1979 года — профессор.
В 1980 году избран член-корреспондентом Академии наук Азербайджанской ССР, в 1983 году — действительным членом Азербайджанской ССР.
Избран членом Исламской Академии.
С 19 декабря 1983 года по февраль 1997 года — Президент Академии наук Азербайджана.

## Основная научная деятельность
Являлся учёным в области физики твёрдого тела, квантовой электроники и фотоэлектроники. Прошёл школу академика Г. М. Абдуллаева. Основные работы посвящены исследованиям полупроводников, изучению энергетических спектров различных состояний.
Исследовал индуктивное облучение в многослойных кристаллах при помощи ускоренных электронных пучков. Эти исследования дали возможность созданию преобразователей лазерных лучей.
Под руководством Салаева при помощи полупроводников были созданы дефлектор, дешифратор, фотоприемники, электронные микрохолодильники, устройства для метрологических исследований.

## Награды
- Премия имени акад. С. И. Вавилова
- Премия имени Г. З. Тагиева
- Премия имени Н. Нариманова